# Alpamysh
Alpamysh è un poema epico diffuso tra le popolazioni turche dell'Asia Centrale. Si tratta di uno dei più antichi racconti epici di quest'area geografica ed è presente in numerose varianti nazionali. Tra gli uzbeki, i kazaki e i caracalpachi viene tramandato oralmente, per gli altaici si tratta di un racconto eroico popolare, mentre tra i baschiri e i tatari del Volga è noto sotto forma di una moderna pobyval'ščina (in russo Побывальщина?, un canto epico trasformato in fiaba). Tra il XV e il XVI secolo questo mito era noto in Azerbaigian e in Anatolia come Storia di Bamsy-Bebek, figlio di Kam-Bury e apparteneva a un ciclo di poemi epici oghuz scritti sia in prosa che in versi e inclusi ne Il libro di Dede Korkut. Oggi la versione più nota in Anatolia è un racconto popolare basato sulle performance orali degli anni '30 del Novecento.

## Storia
Questo mito era presente nella regione dell'Altaj ai tempi del Khaganato turco, tra il VI e il VIII secolo. Da lì si sarebbe diffuso non prima del X secolo nella parte meridionale del Syr Darya, dove si sviluppò in maniera indipendente allacciandosi agli altri epos oghuz. Nel XI secolo sarebbe poi giunto nella Transcaucasia e in Asia Minore tramite i selgiuchidi, dove tra il XV e il XVI secolo sarebbe nata la versione di Bamsy-Bebek, una rivisitazione feudale dell'opera originale.
Tra il XII e il XIII secolo i kipčaki introdussero l'epos nella regione del Volga e in Baschiria, dove oggi appare in una forma fortemente modernizzata, poi nel XVI secolo le tribù uzbeke di Muhammad Shaybani diffusero il mito di Alpamysh nell'Uzbekistan meridionale attorno all'area di Boysun. Da qui grazie agli allevatori di bestiame che praticavano il nomadismo la storia si diffuse in Karakalpakstan e in Kazakistan.
Nel corso dei secoli il mito di Alpamysh si è trasformato in un racconto eroico popolare, dove i nemici del protagonista sono diventati i pagani calmucchi in Asia centrale, i giaurri (cristiani) del Gurjistan (Georgia) nel Caucaso e il bek della fortezza Bayburt in Asia Minore.

## Descrizione
Il nome Alpamysh è composto dalle parole alp ("eroe") e mish (o manash, in sanscrito mesa, che fa riferimento alla costellazione dell'Ariete). Ne consegue che il significato del nome sta per "eroe montone" oppure "eroe nato sotto il segno dell'Ariete".
La versione più nota ai giorni nostri è quella in lingua uzbeka di Fazil Yuldashev (1878-1955), uno dei più grandi cantastorie della storia dell'Uzbekistan, composta da 14.000 versi, poi ridotti a 8.000 nell'edizione stampata di Hamid Olimjon (1939). Gli archivi dell'Accademia delle scienze dell'Uzbekistan custodiscono altre 12 versioni trascritte da altri autori che si differenziano per alcuni dettagli. Le versioni kazake e caracapalche variano sensibilmente da esse.
Una delle più apprezzate versioni dell'Alyp-Manash altaico venne decantata dal cantastorie Nikolaj Ulagaševič Ulagašev e include caratteristiche mitologiche ben definite.
Nel Karakalpakstan si contano otto versioni. La prima di queste copie venne scritta nel 1896 da Jiemurat jirov Bekmuhammad ugli e pubblicata a Tashkent nel 1901 da A. Divaev. Nel 1934 il folclorista Kally Ajmbetov scrisse una versione basata sul racconto di Khujambergen jirov
Niyaz ogly, che venne pubblicata nel 1937 a Mosca e nel 1941 a Tashkent da Amet Šamuratov. Seguirono poi un'edizione in 20 volumi del 1981 curata da Q. Bainiyazov e da N. Ayimbetov e ancora nel 1990 e nel 1995.

## Trama
Secondo la variante di Fazil Yuldashev, Alpamysh è figlio di Baiburi e Barchin è figlia di Baisary, fratello di Baiburi e con esso capo della tribù degli ongirrat originari di Boysun. I due ragazzi vengono promessi in matrimonio sin dall'infanzia secondo un antico rituale, tuttavia quando Baisary giunge nella terra dei calmucchi dopo aver litigato con il fratello, i giganti del re Shah Taicha-Khan si innamorano della giovane, la quale stabilisce che il suo futuro marito dovrà distinguersi in tre competizioni: una gara a cavallo (baiga), una gara di tiro con l'arco e una lotta. Barchin spera che il vincitore sia Alpamysh, al quale continua a scrivere in segreto.
Per conquistare la sua amata, Alpamysh si fa prestare dal pastore Kultai, uno schiavo di suo padre, un cavallo da guerra, più precisamente un tulpar, ovvero un cavallo alato. Dopo aver sconfitto in un combattimento il calmucco Karajan, Alpamysh lo ingaggia come suo aiutante e insieme sconfiggono tutti i loro rivali, compreso Kokaldash, il più forte dei calmucchi e fratello maggiore di Karajan. Alpamysh può sposare Barchin e insieme a Karajan fanno ritorno nella terra natale senza Baisary, che si rifiuta di far pace con suo fratello.
La seconda parte del racconto vede Alpamysh e i 40 guerrieri al suo servizio impegnati nel rivendicare i torti che suo cognato aveva subito dal re calmucco Taicha-Khan. La strega Sulkhail, madre di uno dei calmucchi uccisi in precedenza, ordisce un incantesimo presentandosi con 40 vergini. Tutti i guerrieri cadono nel tranello tranne Alpamysh, che risulta invulnerabile. Trovatosi in un sogno magico della durata di 7 (o 40) giorni, l'eroe resta legato alla coda del suo destriero e portato in una prigione sotterranea. Qui gli viene fornito cibo dal pastore Kaikubad e riesce a inviare sue notizie alla tribù ongirrat tramite un'anatra, ma quando Karajan giunge in suo aiuto, l'eroe rifiuta di essere liberato per non restare in debito con lui. Sarà la figlia di Taicha-Khan a dargli la libertà. Una volta sconfitto il re calmucco, Alpamysh dà la principessa in sposa a Kaikubad.
Mentre Alpamysh è lontano dal suo regno, il suo fratellastro Ultan-taz usurpa il trono degli ongirrat e perseguita chiunque sia legato al legittimo sovrano, inclusa Barchin, che viene minacciata di perdere suo figlio Yadgar qualora non acconsentisse al matrimonio con Ultan-taz. Alpamysh si presenta al banchetto nunziale travestito da Kultai, il suo fido pastore che aveva incontrato di ritorno a casa, dove riconosce chi gli è rimasto fedele e chi lo ha tradito. A un certo punto Kultai rivela l'identità dell'eroe, che sconfigge Ultan-taz definitivamente. Allo steso tempo Baisary fa ritorno nella sua terra e la ricongiunzione della tribù sotto il nome di Alpamysh viene festeggiata con un banchetto della durata di 40 giorni.

## Divergenze tra le diverse versioni
I riferimenti ai calmucchi non sono presenti nelle versioni precedenti al filone narrativo degli ongirrat, né tantomeno nel Bamsy-Bebek oghuz, dove peraltro le tre competizioni sono tenute dall'eroe principale e dalla sua sposa descritta come una sorta di guerriera amazzone. Parte de Il libro di Dede Korkut, il Bamsy-Bebek è incluso in 12 storie che ruotano attorno alla figura di Salor-Kazan, leggendario eroe degli oghuz, e ai guerrieri della sua tavola rotonda.
Nella versione altaica nota come Alyp-Manash Ultan non è fratellastro di Alpamysh, ma un amico traditore di nome Ak-Koben che rivendica la falsa morte di un suo presunto fratello di sangue. Nella versione dei kipčaki l'antagonista è il pastore Koltaba, analogo di Kultai, che dona il suo cavallo ad Alpamysh in cambio della sua sposa e di metà del suo regno.

## Influenza culturale
Nel 1999 il governo dell'Uzbekistan e l'UNESCO hanno commemorato il 1000º anniversario dell'epopea di Alpamysh organizzando una conferenza internazionale e un festival di artisti impegnati nel genere epico, i cui dastan hanno visto la pubblicazione sia in forma letteraria che musicale.